# Maria Barabanova
Maria Pavlovna Barabanova (en russe : Мария Павловна Барабанова), née le 21 novembre 1911 à Saint-Pétersbourg dans l'Empire russe et morte le 17 mars 1993 à Moscou (Russie), est une actrice soviétique puis russe.

## Filmographie
- 1938 : Nouveau Moscou (russe : Новая Москва) d'Alexandre Medvedkine
- 1958 : Les Nouvelles Aventures du chat botté de Alexandre Rou
- 1975 : Finiste - Vaillant faucon de Guennadi Vassiliev
- 1977 : À propos du Petit Chaperon rouge de Leonid Netchaïev